# École historique du droit
L'École historique du droit est une école de pensée de la dogmatique juridique du XIXe siècle fondée sur l'idée que le droit connait naturellement des évolutions dans le temps. Elle a été fondée entre 1814 et 1815 par Friedrich Carl von Savigny, rédacteur à ce sujet d'un ouvrage programmatique qui a influencé de manière déterminante tous les penseurs berlinois. C'est pourquoi Savigny est considéré comme le représentant le plus éminent de l'école historique, avec Karl Friedrich Eichhorn. Leurs travaux sont imprégnés du premier romantisme allemand, du classicisme de Weimar et de l'historisme pour la plus grande partie.
L'École historique du droit partait du principe que toutes les convictions populaires (l'« esprit du peuple ») formaient un ensemble homogène et connaissaient une évolution semblable à celle d'une langue, de manière libre et fluide mais structurée. Selon eux, il en serait aussi ainsi du droit, qui serait l'objet de changements spontanés observables dans l'histoire. Les autres courants de la théorie du droit qui ne prenaient pas en compte la dimension historique du droit, comme l'école du droit naturel d'inspiration philosophique, ni ne servaient les exigences de la politique nationale d'alors de faire codifier la législation allemande, étaient rejetés. L'enseignement du droit privé à l'université était, dans cette vision, le moyen idéal de former des juges chevronnés, car la connaissance du droit ne pouvait être acquise selon les tenants de cet école qu'en menant les travaux d'histoire du droit et de dogmatique de manière conjointe. Les sources de cette connaissance étaient considéré être le droit romain classique, le droit germanique et toutes les modifications de ces deux masses juridiques depuis les premières études à ce sujet au haut Moyen Âge. L'école n'avait cependant pas de visée unanime, car des programmes philosophiques contradictoires la traversaient, de même que différentes doctrines méthodologiques et différentes orientations politiques sous-jacentes.
La prise  en compte de l'historicité du droit a eu un impact sur les travaux relatifs aux sources romaines réutilisées (de). Comme Savigny était d'avis que les textes juridiques transmis à partir du Moyen-Âge avaient été corrompus jusqu'à devenir méconnaissables, il voulait les libérer de toutes « interpolations »  afin de les soumettre à un traitement scientifique et à une attention jurisprudentielle renouvelée. Ainsi, du point de vue de la systématique juridique, l'école historique a été suivie par l'école pandectiste.
Parmi les romanistes dominants autour de Savigny, les précurseurs de l'École historique du droit furent surtout les méthodistes Gustav von Hugo (de) et Georg Friedrich Puchta (de) ainsi que Friedrich Julius Stahl (de) et Moritz August von Bethmann-Hollweg, lesquels s'inspiraient de la théologie. Autour du fondateur de l'école de la germanistique juridique Karl Friedrich Eichhorn se regroupèrent principalement Jacob Grimm et Georg Beseler. La querelle sur le droit romain entre ces deux groupes touchait à la politique et au nationalisme.
La fin de l'École historique du droit s'est accompagné de l'historicisation de l'histoire du droit, qui est devenue une véritable science historique. Sa place au sein des facultés de droit plutôt que d'histoire est dès lors de plus en plus remise en question. Aujourd'hui, on considère que la véritable importance de l'École de droit réside dans la diffusion et la critique des sources antiques, dans son influence sur des notions juridiques fondamentales, dans la création d'une tradition pédagogique et dans son impact à grande échelle sur la jurisprudence. L'École historique du droit a également eu une influence sur la Suisse, l'Autriche, la France, l'Italie, la Scandinavie, la Russie, l'Angleterre et les États-Unis.